# Tropatépine
La tropatépine (Lepticur°) est un médicament anticholinergique utilisé pour traiter la maladie de Parkinson et des syndromes apparentés.
Elle réduit les spasmes musculaires et est utilisée en cas de dyskinésie aux neuroleptiques. Elle est vendue sous le nom commercial Lepticur.
Chimiquement, c'est un composé organo-sulfuré qui contient un cycle dihydro-thiépine peu courant.